# The Magician's House
The Magician's House foi uma série de televisão britânica de 1999 dirigida por Paul Lynch, baseada em um quarteto de livros de fantasia infantil de William Corlett.